# FK Blansko
FK Blansko (celým názvem: Fotbalový klub Blansko) je český profesionální fotbalový klub, který sídlí ve městě Blansko v Jihomoravském kraji. Založen byl v roce 2004. V sezonách 2008/09 a 2016/17 reprezentoval blanenskou kopanou ve třetí nejvyšší fotbalové soutěži (MSFL), v obou případech však ihned sestoupil zpět do Divize D. V předčasně ukončené sezoně 2019/20 kvůli pandemii koronaviru získal tým titul mistra Moravskoslezské fotbalové ligy a postoupil do Fortuna národní ligy. Od sezóny 2021/22 působí v Moravskoslezské fotbalové ligy (3. nejvyšší soutěž v Česku).
Své domácí zápasy v nižších soutěžích klub dříve odehrával na stadionu Na Údolní. Od sezony 2020/21 hraje v areálu stadionu Na Mlýnské, který má kapacitu 2 000 diváků.

## Historie
Historie blanenského fotbalového klubu se začala psát v roce 2004, kdy sloučením ASK Blansko a TJ ČKD Blansko vznikl jednotný tým pod společným názvem FK APOS Blansko. Tento krok měl vést ke zlepšení kvality kopané v Blansku.

### 2004/05 a 2005/06
První zápas se odehrál na podzim tohoto roku v 1. A třídě a vstoupil tak do sezóny 2004/05. V této soutěži se pomalu zabydloval. Pro blanenský klub tato soutěž nebyla žádná novinka, protože již v minulosti zde působilo právě TJ ČKD Blansko. V tomto roce se začala tvořit hráčská základna a rok na to se začaly dostavovat i výsledky. Posílený blanenský APOS tak mohl slavit v sezoně 2005/06 postup do vyšší soutěže Krajského přeboru Jihomoravského kraje. Zdá se, že sloučení dvou celků přineslo zasloužené ovoce.

### 2006/07
Sezónu 2006/07 v Krajském přeboru nerozehráli fotbalisté Blanska vůbec špatně. Naopak působili suverénním dojmem. Pečlivou prací pravidelně sbírali mistrovské body, ty v součtu podzimu stačili na krásné druhé místo. Blansko tak v zimní přestávce vyhlásilo boj o postup. Do jarní části soutěže vstoupili nejlépe, jak mohli. Při vzájemném souboji o čelo tabulky porazili na domácí půdě Dědice, na které se bodově dotáhli. Netrvalo dlouho a Blansko bylo na prvním místě. Pomalu si začalo budovat svůj náskok a s předstihem několika kol slavilo další postup. Tentokrát do Divizního přeboru, tam, kam v minulosti již patřil.

### 2007/08
Fotbal v Blansku začal zajímat také více diváků, kteří se již nemohli dočkat na novou soutěž a také byli zvědaví, jak se bude jejich celku dařit. Takřka v nezměněné sestavě nastoupil APOS do nové sezony Divize 2007/08. V Blansku se během tří let vytvořil dostatečně kvalitní kádr, který chtěl navázat na předchozí výsledky. Divizní celky byly o poznání kvalitnějšími soupeři blanenského APOSU. Organizovanými a bojovnými výkony opět bojoval o první příčky a i samotní hráči netajili touhu dalšího postupu. Když se pak hráči Blanska dostali do čela divizní tabulky, třetí postup v řadě byl na spadnutí. FK APOS Blansko vybojoval první příčku a svůj historický postup do Moravskoslezské fotbalové ligy. Blanenský fotbal je díky tomu na svém vrcholu.

### 2008/09

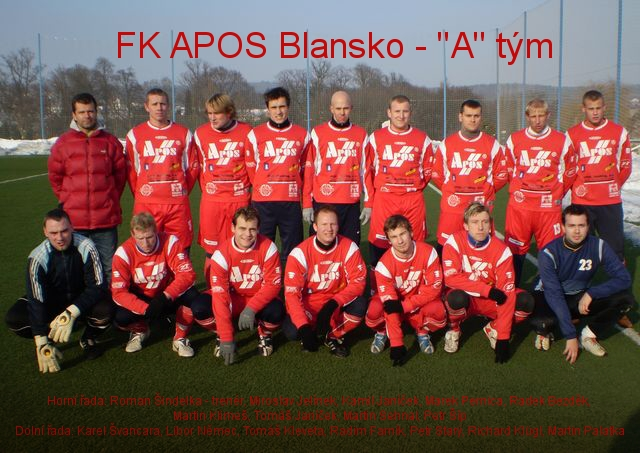
FKB 2010

Na další ročník se muselo Blansko připravit o to víc. V ročníku 2008/09 bude hrát o svou čest v české třetí nejvyšší soutěži MSFL. Je zapotřebí posílit i hráčský kádr. Vedení se dohodlo na několika posilách z 1. FC Brno, Zlína, popřípadě z Břeclavi. První zápasy se nevydařily podle představ. Rozdíl mezi Divizí a MSFL byl značný. V soubojích s rezervními celky ligových týmů bylo jasné, že se v této sezóně Blansko v horní polovině tabulky jen tak neobjeví. Předpovědi se potvrdily, ba co víc, hráči naopak musí svádět boj o záchranu do posledního kola. Což se nakonec i s trochou smůly nepodaří a Blansko po roce setrvání musí ligovou soutěž opustit.

### 2009/10
Po vyřazení z MSFL dochází k mnoho změnám. Blansko se vrací zpět do Divize a mužstvo opouští hlavní trenér i jeho asistent. Z klubu také odchází někteří hráči základní sestavy a všechny posily, které Blansko získalo pouze na hostování. Největší ránu však Blansko dostalo, když svůj odchod ohlásil i prezident klubu Alois Ťoupek.
Nejprve bylo nutné najít nové vedení klubu, trenéra a kompletně přebudovat celý tým. To se nakonec s vypětím všech sil podaří a FK APOS Blansko tak může bojovat v sezóně 2009/2010 o další divizní body.
Soupiska FK Blansko čítá mnoho změn a na je jaře zcela odlišná od té podzimní. Více než polovina hráčů odešla, nahradit je museli někteří hráči rezervního „B“ týmu a navrátilci z hostování. Na soupisce se tak vystřídalo na 30 jmen.

## Historické názvy
Zdroj: 
- 2004 – FK APOS Blansko (Fotbalový klub APOS Blansko)
- 2012 – FK Blansko, s.r.o. (Fotbalový klub Blansko, společnost s ručením omezeným)

## Soupiska
| #  | Pozice | Hráč              |
| -- | ------ | ----------------- |
| 1  | B      | Kubica David      |
| 30 | B      | Nešetřil Petr     |
| 3  | O      | Blažík Dominik    |
| 4  | O      | Chyla Tomáš       |
| 5  | O      | Feik Tomáš        |
| 18 | O      | Fiala Adam        |
| 22 | O      | Kamenský Miroslav |
| 8  | O      | Kocůrek Filip     |
| 6  | O      | Porč Ondřej       |
| 19 | O      | Smrčka Filip      |
| 15 | Ú      | Novák Jan         |
| 13 | Ú      | Tulaydan Jiří     |

| #  | Pozice | Hráč               |
| -- | ------ | ------------------ |
| 12 | Z      | Foltýn Richard     |
| 7  | Z      | Holman Filip       |
| 9  | Z      | Jambor Dan         |
| 11 | Z      | Jaroš Karel        |
| 14 | Z      | Kouakou Koffi      |
| 37 | Z      | Němec Vladislav    |
| 21 | Z      | Psota Marek        |
| 17 | Z      | Rajčinec Rostislav |
| 10 | Z      | Sedlák Martin      |
| 16 | Z      | Studený Šimon      |
| 15 | Z      | Čejka František    |
| 14 | Z      | Černý Tomáš        |
| 18 | Z      | Šedivý Ondřej      |

## Stadiony

### na Údolní (ČKD)
Kapacita stadionu je přibližně 3 500 diváků z toho 1 200 kryté sezení. Na tomto stadionu hraje svá mistrovská utkání muži „A“ FK Blansko, starší žáci, mladší žáci a přípravky blanenského oddílu.

### na Mlýnské (ASK)
Stadion ASK pojme cca 2 000 diváků a z toho 500 míst je na sezení. Mistrovská utkání zde odehrává starší dorost a mladší dorost.

## Umístění v jednotlivých sezonách
Stručný přehled
Zdroj: 
- 2004–2006: I. A třída Jihomoravského kraje – sk. A
- 2006–2007: Přebor Jihomoravského kraje
- 2007–2008: Divize D
- 2008–2009: Moravskoslezská fotbalová liga
- 2009–2011: Divize D
- 2011–2013: Přebor Jihomoravského kraje
- 2013–2016: Divize D
- 2016–2017: Moravskoslezská fotbalová liga
- 2017–2019: Divize D
- 2019–2020: Moravskoslezská fotbalová liga
- 2020–2021: 2. česká fotbalová liga
- 2021–: Moravskoslezská fotbalová liga

Jednotlivé ročníky
Zdroj: 
Legenda: Z – zápasy, V – výhry, R – remízy, P – porážky, VG – vstřelené góly, OG – obdržené góly, +/− – rozdíl skóre, B – body, červené podbarvení – sestup, zelené podbarvení – postup, fialové podbarvení – reorganizace, změna skupiny či soutěže
| Česko (2004 – ) |                                         |        |    |    |    |    |     |    |     |    |        |
| Sezóny          | Liga                                    | Úroveň | Z  | V  | R  | P  | VG  | OG | +/− | B  | Pozice |
| 2004/05         | I. A třída Jihomoravského kraje – sk. A | 6      | 26 | 12 | 9  | 5  | 50  | 35 | +15 | 45 | 4.     |
| 2005/06         | I. A třída Jihomoravského kraje – sk. A | 6      | 26 | 15 | 4  | 7  | 54  | 35 | +19 | 49 | 2.     |
| 2006/07         | Přebor Jihomoravského kraje             | 5      | 30 | 21 | 8  | 1  | 83  | 22 | +61 | 71 | 1.     |
| 2007/08         | Divize D                                | 4      | 30 | 19 | 5  | 6  | 64  | 34 | +30 | 62 | 1.     |
| 2008/09         | Moravskoslezská fotbalová liga          | 3      | 30 | 7  | 9  | 14 | 39  | 49 | −10 | 30 | 16.    |
| 2009/10         | Divize D                                | 4      | 28 | 7  | 10 | 11 | 39  | 50 | −11 | 31 | 13.    |
| 2010/11         | Divize D                                | 4      | 30 | 7  | 7  | 16 | 31  | 58 | −27 | 28 | 14.    |
| 2011/12         | Přebor Jihomoravského kraje             | 5      | 30 | 17 | 10 | 3  | 62  | 27 | +35 | 61 | 2.     |
| 2012/13         | Přebor Jihomoravského kraje             | 5      | 30 | 20 | 4  | 6  | 68  | 25 | +43 | 64 | 1.     |
| 2013/14         | Divize D                                | 4      | 30 | 11 | 9  | 10 | 53  | 50 | +3  | 42 | 5.     |
| 2014/15         | Divize D                                | 4      | 30 | 8  | 9  | 13 | 34  | 52 | −18 | 33 | 14.    |
| 2015/16         | Divize D                                | 4      | 30 | 16 | 9  | 5  | 55  | 34 | +21 | 57 | 1.     |
| 2016/17         | Moravskoslezská fotbalová liga          | 3      | 30 | 6  | 6  | 18 | 31  | 41 | −10 | 24 | 16.    |
| 2017/18         | Divize D                                | 4      | 28 | 7  | 11 | 10 | 31  | 38 | −7  | 32 | 11.    |
| 2018/19         | Divize D                                | 4      | 30 | 26 | 3  | 1  | 102 | 23 | +79 | 81 | 1.     |
| ** 2019/20      | Moravskoslezská fotbalová liga          | 3      | 18 | 11 | 3  | 4  | 33  | 12 | +21 | 36 | 1.     |
| 2020/21         | Fotbalová národní liga                  | 2      | 26 | 7  | 6  | 13 | 30  | 34 | -4  | 27 | 13.    |
| 2021/22         | Moravskoslezská fotbalová liga          | 3      | 32 | 11 | 5  | 16 | 51  | 66 | -15 | 38 | 11.    |
| 2022/23         | Moravskoslezská fotbalová liga          | 3      | 34 | 13 | 5  | 16 | 57  | 59 | -2  | 44 | 9.     |
| 2023/24         | Moravskoslezská fotbalová liga          | 3      | 34 | 11 | 8  | 15 | 47  | 57 | -10 | 41 | 14.    |
| 2024/25         | Moravskoslezská fotbalová liga          | 3      | 34 | 11 | 8  | 15 | 51  | 64 | -13 | 41 | 14.    |

**= sezona byla předčasně ukončena z důvodu pandemie covidu-19

## Blansko „B“
FK Blansko „B“ byl rezervním týmem blanenského FK, který se pohyboval mezi okresními a krajskými soutěžemi. Po sezoně 2013/14 došlo k navázání partnerské spolupráce (Projekt Farma) se Sokolem Bořitov a „B“ mužstvo zaniklo.

### Umístění v jednotlivých sezonách
Stručný přehled
Zdroj: 
- 2004–2006: I. B třída Jihomoravského kraje – sk. A
- 2006–2010: Okresní přebor Blanenska
- 2010–2011: I. B třída Jihomoravského kraje – sk. A
- 2011–2012: Okresní přebor Blanenska
- 2012–2014: I. B třída Jihomoravského kraje – sk. A

Jednotlivé ročníky
Zdroj: 
Legenda: Z – zápasy, V – výhry, R – remízy, P – porážky, VG – vstřelené góly, OG – obdržené góly, +/− – rozdíl skóre, B – body, červené podbarvení – sestup, zelené podbarvení – postup, fialové podbarvení – reorganizace, změna skupiny či soutěže
| Česko (2004 – 2014) |                                         |        |    |    |   |    |    |    |     |    |        |
| Sezóny              | Liga                                    | Úroveň | Z  | V  | R | P  | VG | OG | +/− | B  | Pozice |
| 2004/05             | I. B třída Jihomoravského kraje – sk. A | 7      | 26 | 9  | 6 | 11 | 48 | 47 | +1  | 33 | 11.    |
| 2005/06             | I. B třída Jihomoravského kraje – sk. A | 7      | 26 | 6  | 3 | 17 | 32 | 60 | −28 | 21 | 13.    |
| 2006/07             | Okresní přebor Blanenska                | 8      | 26 | 15 | 7 | 4  | 67 | 33 | +34 | 52 | 2.     |
| 2007/08             | Okresní přebor Blanenska                | 8      | 26 | 7  | 5 | 14 | 55 | 54 | +1  | 26 | 12.    |
| 2008/09             | Okresní přebor Blanenska                | 8      | 26 | 12 | 3 | 11 | 54 | 47 | +7  | 39 | 7.     |
| 2009/10             | Okresní přebor Blanenska                | 8      | 26 | 18 | 6 | 2  | 77 | 34 | +43 | 60 | 1.     |
| 2010/11             | I. B třída Jihomoravského kraje – sk. A | 7      | 26 | 7  | 5 | 14 | 34 | 52 | −18 | 26 | 13.    |
| 2011/12             | Okresní přebor Blanenska                | 8      | 26 | 18 | 4 | 4  | 78 | 34 | +44 | 58 | 1.     |
| 2012/13             | I. B třída Jihomoravského kraje – sk. A | 7      | 26 | 9  | 3 | 14 | 42 | 60 | −18 | 30 | 12.    |
| 2013/14             | I. B třída Jihomoravského kraje – sk. A | 7      | 26 | 6  | 3 | 17 | 38 | 54 | −16 | 21 | 13.    |